# Ted Janssen
Theo (Ted) Willem Jan Marie Janssen (Vucht, 13 augustus 1936 – Groesbeek, 29 september 2017) was een Nederlands natuurkundige en hoogleraar Theoretische Natuurkunde aan de Radboud Universiteit te Nijmegen. Samen met Pim de Wolff en Aloysio Janner was hij een van de grondleggers van N-dimensionale kristallografie.

## Biografie
Janssen studeerde theoretische natuurkunde aan de Universiteit Utrecht waar hij onder andere onderwezen werd door Léon Van Hove. In 1965 werd hij de eerste promotiestudent van Aloysio Janner aan de katholieke Radboud-universiteit van Nijmegen. Onder hem promoveerde hij in 1968 met de verdediging van het proefschrift Crystallographic Groups in Space and Time, waarmee tevens de theoretische basis werd gelegd van wat de superruimte-benadering zou gaan worden.
In 1972 werd Janssen benoemd tot buitengewoon hoogleraar in Nijmegen en gewoon hoogleraar theoretische natuurkunde in 1995. Samen met zijn leermeester Janner wordt Janssen beschouwd als een van de belangrijkste grondleggers van de hogere-dimensionale superruimte-benadering in de kristalstructuuranalyse voor de beschrijving van quasi-periodieke kristallen en gemoduleerde structuren. De twee belangrijke artikelen van Janssens hand op dit gebied zijn Crystallography of quasi-crystals en Aperiodic crystals: a contradictio in terminis?
Voor zijn werk ontving hij in 1998 de Gregori Aminoffprijs van de Koninklijke Zweedse Academie voor Wetenschappen (samen met Wolff en Janner) en in 2014 de Ewaldprijs van de International Union of Crystallography (met Janner), de meest prestigieuze prijzen op het gebied van de kristallografie. Deze prestaties waren de verdienste van zijn unieke talent, waarbij hij een grondige kennis van de natuurkunde combineerde met een rigoureuze wiskundige benadering. Hun theoretische beschrijving van de structuur en symmetrie van onvergelijkbare (incommersurabel) kristallen met behulp van hogere dimensionale superruimtegroepen omvatte ook de quasikristallen die in 1982 werden ontdekt door de Israëlier Daniel Shechtman, die hiervoor in 2011 de Nobelprijs voor Scheikunde ontving. De Zweedse Academie van Wetenschappen noemde hun werk expliciet bij deze gelegenheid.
Gedurende zijn carrière had Janssen vele gasthoogleraarschappen, zoals in Leuven, Dijon, Lausanne, Parijs, Nagoya en Sendai.